# Love Star
Love Star es un dúo electropop formado por la cantante mexicana Starla (alias Adriana Fernández Arias) y el guitarrista de Los Ángeles, The Doctor (alias William Ferreira Alves III).  El grupo se forma en Los Ángeles en 2010 y su EP debut, Happiness incluye el sencillo de iTunes más descargado de la semana en México y Estados Unidos, Felicidad.
Su estilo de electropop con influencias de pop latino les ha valido el reconocimiento de publicaciones de renombre como People en Español y El Mexicano entre otras. 
La gran recepción de su álbum debut Happiness les ha permitido extensivas giras que los llevaron a presentarse en el Museo de Arte Latinoamericano, Fiesta de la Calle 2012, y a compartir escenario con importantes artistas como Dave Navarro, Los Prisioneros y Tommy Lee.
El 14 de abril de 2015, el dúo lanzó Espectro: Capítulo 1, la primera entrega de su segundo álbum que fue producido, grabado y mezclado por el ganador de 16 Premios Grammy, Thom Russo, conocido por su trabajo con artistas como Michael Jackson, Jay-Z, Enrique Iglesias, Maná y Juanes entre otros, e incluye los sencillos Busco y Respirar.
El vídeo oficial de Busco superó las 120.000 visitas de YouTube en menos de un mes.

## Prensa
- «The Retrovision + Love Star - Código CDMX». Archivado desde el original el 17 de abril de 2015. Consultado el 12 de enero de 2015.
- «Love Star nos hará vibrar con su rock electrónico». Consultado el 28 de enero de 2015.
- «Love Star debutará en México con canciones de amor y esperanzadoras». Archivado desde el original el 15 de julio de 2015. Consultado el 3 de marzo de 2015.
- «Love Star debutará en México con canciones de amor y esperanzadoras - Veracruzanos.info». Archivado desde el original el 17 de abril de 2015. Consultado el 3 de marzo de 2015.
- «Love Star presenta el Capítulo I de su disco Espectro». Archivado desde el original el 9 de marzo de 2015. Consultado el 3 de marzo de 2015.
- «Electro-Rock Duo Love Star Releasing New EP». Archivado desde el original el 17 de abril de 2015. Consultado el 24 de noviembre de 2014.
- «Love Star Debuts New Music». Consultado el 11 de diciembre de 2014.
- «LoveStar: De estreno!». Consultado el 12 de diciembre de 2014. (enlace roto disponible en Internet Archive; véase el historial, la primera versión y la última).
- «LOVE STAR ESTRENA ALBUM». Consultado el 15 de enero de 2015. (enlace roto disponible en Internet Archive; véase el historial, la primera versión y la última).